# SAD ETR 155
De ETR 155 en ETR 170 ook wel FLIRT genoemd is een elektrisch treinstel. Het acroniem FLIRT staat voor Flinker Leichter Innovativer Regional-Triebzug. FLIRTs zijn bestemd voor het regionaal personenvervoer van de Societá Automobilistica Dolomiti (SAD).

## Geschiedenis
Het treinstel werd ontworpen en voor een deel gebouwd door Stadler Rail. Het treinstel is afgeleid van het type RABe 524 van de Schweizerische Bundesbahnen (SBB).

## Constructie en techniek
Het treinstel is opgebouwd uit een aluminium frame met een frontdeel van GVK. Het treinstel heeft een lagevloerdeel. Deze treinstellen kunnen tot drie stuks gecombineerd rijden. De treinstellen zijn uitgerust met luchtvering.

## Treindiensten
De treinen worden door de SAD Nahverkehr AG (SAD) ingezet op de traject:
- Meran - Bozen - Innichen (Pustertal)